# باول ماكي
باول ماكي (بالإنجليزية: Paul McKee)‏ هو عداء سريع أيرلندي، ولد في 15 أكتوبر 1977 في بلفاست في المملكة المتحدة.

## وصلات خارجية
- باول ماكي على موقع الاتحاد الدولي لألعاب القوى (الإنجليزية)
- باول ماكي على موقع أوليمبيديا (الإنجليزية)
- باول ماكي على موقع اتحاد ألعاب الكومنولث (مؤرشف) (الإنجليزية)